# Het Oliekot
Het Oliekot voorheen Het Olijkot is een buurtschap in de voormalige gemeente Hontenisse thans de gemeente Hulst in de Nederlandse provincie Zeeland. De buurtschap ligt ten noorden van Kuitaart en ten zuiden van Kloosterzande in de Schaperspolder.  Het Oliekot ligt op de kruising van de Boudeloodijk met de Schapersdijk.  Hoewel de buurtschap momenteel uit een pand omringd met bosschages bestaat, is het al oud. De naam Het Oliekot wordt al in 1781 genoemd wanneer de oorspronkelijke oliemolen vanuit de buurtschap naar Groenendijk werd verplaatst. Thans staat deze molen bekend als Standerdmolen Kloosterzande. Dat de buurtschap ook vernoemd is naar de voormalige oliemolen is aannemelijk.
De postcode van de buurtschap is 4587, de postcode van Kloosterzande.
Stad: Hulst

Dorpen: Clinge · Graauw · Heikant · Hengstdijk · Kapellebrug · Kloosterzande · Kuitaart · Lamswaarde · Nieuw-Namen · Ossenisse · Sint Jansteen · Terhole · Vogelwaarde · Walsoorden

Buurtschappen: Absdale · Baalhoek · Boschkapelle · Catalijnenweg · Delft · Drie Hoefijzers · Duivenhoek · De Eek · Emmadorp · Fluitershoek · Groenendijk · Halfeind · Hoefkesdijk · Hoek en Bosch · 't Hoekje · 't Jagertje · Kalverdijk · Kampen · Kamperhoek · Keizerrijk · De Knapaf/Droogedijk · Knuitershoek · Koelewei · Koningsdijk · De Kraai · Krabbenhoek · Kreverhille · Kruisdorp · Kruispolderhaven · Kruisweg · Het Lammetje · Luntershoek · Margret · Margretschedijk · Molenhoek · Molenhoek · Muggenhoek (deels) · Noordstraat · Het Oliekot · Oostdijk · Ossenhoek · Oude Kaai · Oudemolen · Oude Stoof · Paal · Patrijzendijk · Patrijzenhoek · Pauluspolder · Perkpolder · Prosperdorp · De Rape · Roskam · Roverberg · Ruischendegat · Rustwat · Saswijk · Schapershoek · Scheldevaartshoek · Schuddebeurs · Sluis/Drie Gezusters · Statenboom · Stoppeldijk (Rapenburg) · Stoppeldijkveer (deels) · Strooienstad · Tasdijk · Tivoli · Tragel · Verkorting · Vijfhoek · Vogelfort · Walenhoek · Zandberg · Zeedorp · Zeegat

Historische plaatsen: Boerenmagazijn · Eekenissepolder · Klein Kuitaart · Vitshoek

Zeeland: Steden en dorpen in Zeeland      Nederland: Provincies · Gemeenten